# Dr. Motte
Dr. Motte, de son vrai nom Matthias Roeingh (né le 9 juillet 1960 à Berlin-Spandau), est un compositeur et disc jockey allemand de techno. Dr. Motte fait partie des pionniers de la techno en Allemagne.  Créateur, aux côtés de WestBam, de la Love Parade en 1989, il prend ses distances en 1996, repoussé par l'évolution commerciale (publicité et mécénat).

## Biographie
En 1985, Roeingh, né à Berlin-Spandau où il a vécu pendant 22 ans, travaille pour la première fois comme disc jockey (DJ). Auparavant, cet ouvrier de formation avait été membre actif de divers groupes de musique berlinois, dont Die Toten Piloten (1981-1984), Deutsch-Polnische Aggression (ou D.P.A. en abrégé) (1981) et Squealer (1982). Avec DPA, il collabore également au livre Geniale Dilletanten. Avec Squealer, il utilise pour la première fois le nom d'artiste Motte. En tant que DJ, il se tourne vers la house à partir de 1987, en jouant par exemple dans son propre club Turbine Rosenheim et plus tard dans des clubs comme l'Ufo et le Planet Musik.
Avec l'aide de sa compagne de l'époque, l'artiste multimédia américaine Danielle de Picciotto, il crée la Love Parade en 1989. Annoncée comme une manifestation pour la paix et la joie, la première édition réunit 150 personnes le 1er juillet de cette année-là sur le Kurfürstendamm de Berlin.
En 1991, il change son nom d'artiste en Dr. Motte, fonde l'année suivante le label discographique Space Teddy et commence alors à travailler dans toute l'Allemagne en tant que disc jockey. En 1993, il publie son premier album Chill Out, Planet Earth !. À partir de 2001, il organise des événements sous le nom de Praxxiz et fonde la série de soirées homonymes. En 2010, le label Praxxiz voit le jour. Lors des rassemblements de clôture de la Love Parade sous la colonne de la Victoire à Berlin, sur la Grande Étoile, il a tenu de brefs discours. Les participants ne devaient pas seulement danser, mais devenir des participants actifs d'un « mouvement de danse ».
À partir de 2001, la Love Parade n'est plus reconnue comme manifestation politique. Cela a pour conséquence que les organisateurs assument eux-mêmes les coûts élevés du nettoyage et de la sécurité des participants. Progressivement, les sponsors se retirent,. En 2003, les réserves des organisateurs sont épuisées et seule la participation de la Beteiligung der Berliner Messegesellschaft (société des foires de Berlin) permet à la Love Parade d'avoir lieu en 2003. Le maire de Berlin, Klaus Wowereit, s'engage à ce que l'événement soit soutenu à hauteur de 500 000 euros.
Faute de sponsors, la parade est annulée pour la première fois en 2004. Il manque aux organisateurs plus d'un demi-million d'euros, principalement pour l'élimination des déchets. De plus, fin 2004, Fabian Lenz a démissionné de son poste de directeur de Loveparade GmbH. En 2005, les organisateurs annulent de nouveau la parade en raison de problèmes de financement,,.
En février 2006, peu avant la faillite, Rainer Schaller entre dans la Loveparade GmbH avec sa chaîne de centres de fitness McFit. En 2006, la Love Parade est à nouveau organisée, sous le slogan « The Love is Back ». Dr. Motte se distancie de la Love Parade et justifie sa décision par une orientation commerciale de cet événement de masse. Il tient des discours à la Fuckparade, qui avait été créée en tant que contre-manifestation à la Loveparade,.
Après l'incident de la Love Parade 2010, Dr. Motte tient l'organisateur, Lopavent GmbH, et son directeur Rainer Schaller pour responsables. Il estime que Schaller n'a acheté les droits de la Loveparade que pour pouvoir disposer d'un outil de marketing pour sa chaîne de salles de sport McFit. Mais il n'a pas pu acheter l'« esprit » de la Loveparade, qui est resté à Berlin. Des personnes sont mortes à cause des décisions de M. Schaller. Plus tard, Dr. Motte déclare qu'il se sentait coupable. En 2006, il était contre la vente de la marque Loveparade à Schaller et pour une faillite. Mais il aurait été mis de côté par les associés de l'époque et aurait omis d'opposer son veto à la vente à l'époque.
Motte fête son 62e anniversaire le 9 juillet 2022 dans le cadre de la technoparade Rave the Planet à Berlin sous le slogan « Together again », à laquelle participent environ 200 000 personnes. Le 8 juillet 2023, une nouvelle Rave-The-Planet-Parade a lieu à Berlin sous forme de rassemblement sous le slogan 'Music Is the Answer'. 200 000 personnes participent à la parade,.

## Actions politiques
Matthias Roeingh se considère comme un homme politique. Sa prise de conscience politique aurait commencé lorsque ses frères aînés l'ont emmené à 12 ans à une manifestation contre la guerre du Vietnam,. Pour Dr. Motte, la Love Parade était un événement porteur d'un message politique. La première parade a eu lieu en tant que manifestation politique déclarée sous le slogan « Friede, Freude, Eierkuchen ». La paix est synonyme de désarmement à tous les niveaux, la joie est synonyme de danse et de musique comme moyen de communication, et les œufs en chocolat sont synonymes d'une répartition équitable des denrées alimentaires dans le monde,,.
Souvent, la liberté et les droits civiques sont au cœur de son engagement politique. En octobre 2008, il a signé l'appel à une manifestation sous le slogan « La liberté plutôt que la peur - Halte à la folie de la surveillance ! »,. Lors de la manifestation finale, il tient un discours devant 100 000 participants. En été 2009, il signe l'appel national « Unruhe stiften ! » un appel pour une société solidaire et multiculturelle, pour la redistribution sociale et la justice sociale, pour une Allemagne pacifique et pour la promotion de la diversité culturelle.
Dr. Motte soutient la communauté LGBTI des lesbiennes, gays, bisexuels, transsexuels/transgenres et intersexués par sa participation au Christopher Street Day à Berlin et Würzburg et au Life Ball 2017 à Vienne, en Autriche,,,.

## Discographie

### Albums studio
- 1992 : Euphorhythm – Chill Out Planet Earth (Space Teddy)
- 1993 : 030 Feat. Dr. Motte – Ki (MFS)
- 1995 : Dicabor vs Dr. Motte – Live at The Interference Festival at Chromapark (Space Teddy)
- 2009 : Dr. Motte meets Gabriel Le Mar – Dr.Motte Meets Gabriel Le Mar (Fax Records)

### Singles et EP
- 1992 : 3phase feat. Dr. Motte – Der Klang der Familie
- 1997 : Dr. Motte & Westbam – Love Parade 1997 (Sunshine)
- 1998 : Dr. Motte & Westbam – Love Parade 1998 (One World One Future)
- 1999 : Dr. Motte & Westbam – Love Parade 1999 (Music is the Key)
- 2000 : Dr. Motte & Westbam – Love Parade 2000 (One World One Loveparade)
- 2000 : 3Phase feat. Dr. Motte – Der Klang der Familie (Revisited)
- 2008 : Dr. Motte & Marc van Linden – Wackelpeter
- 2010 : 3Phase feat. Dr. Motte – Der Klang der Familie (remastered, #PRZ001)
- 2010 : DJ Dag vs. Dr. Motte – Sunfighter (#PRZ002)
- 2011 : Dr. Motte & Robert Babicz – NONO (#PRZ003)